# Günter Kröber (Wissenschaftstheoretiker)
Günter Kröber (* 12. Februar 1933 in Meuselwitz; † 16. November 2012 in Berlin) war ein deutscher Wissenschaftstheoretiker.

## Leben
Sohn des kommunistischen Parteifunktionärs und MfS-Oberst Leander Kröber. Nach dem Abitur 1951 an der Friedrich-Schiller-Oberschule in Weimar studierte Kröber von 1951 bis 1957 Mathematik, Physik und Philosophie an der Friedrich-Schiller-Universität Jena und der Staatlichen Universität Leningrad. Nach der Habilitation 1976 an der Universität Greifswald war er von 1970 bis 1990 Direktor des Instituts für Theorie, Geschichte und Organisation der Wissenschaft (ITW) der Akademie der Wissenschaften der DDR.
Er ging 1992 in den Vorruhestand.

## Schriften (Auswahl)
- Das Verhältnis der Kategorien „Bedingung“ und „Ursache“ und die Rolle der Bedingungen für das Wirken objektiver Gesetze, Dissertation, 1961[1]
- Wissenschaftstheoretische und wissenschaftspolitische Reflexionen beim Lesen von Marx’ Doktordissertation, Deutsche Zeitschrift für Philosophie, 1. November 1983, doi:10.1524/dzph.1983.31.11.1283
- 50 Jahre Bernals „Die soziale Funktion der Wissenschaft“. Programm, Probleme, Perspektiven. Vortrag vor dem Plemum der Akademie der Wissenschaften der DDR am 21. September 1989. Berlin 1990, ISBN 3-05-001097-5.
- Palindrome, Perioden und Chaoten : 66 Streifzüge durch die palindromischen Gefilde. Thun 1997  ISBN 978-3-8171-1522-8.
- Das Märchen vom Apfelmännchen – 1. Wege in die Unendlichkeit. Rowohlt 2000. ISBN 3-499-60881-2.
- Das Märchen vom Apfelmännchen – 2. Reise durch das malumitische Universum. Rowohlt 2000. ISBN 3-499-60882-0.
- Ein Esel lese nie : Mathematik der Palindrome. Rowohlt 2003. ISBN 978-3-499-61576-4.
- Bitte Zahlen! Unterhaltsame Mathematik. Berlin 2005, ISBN 3-359-01629-7.
- Wissenschaftsforschung. Einblicke in ein Vierteljahrhundert. 1967 bis 1992. Schkeuditz 2008, ISBN 978-3-935530-69-9.
- Einführung in die Palindromik. Berlin 2012, ISBN 978-3-86464-002-5.